# Estudio de arquitectura

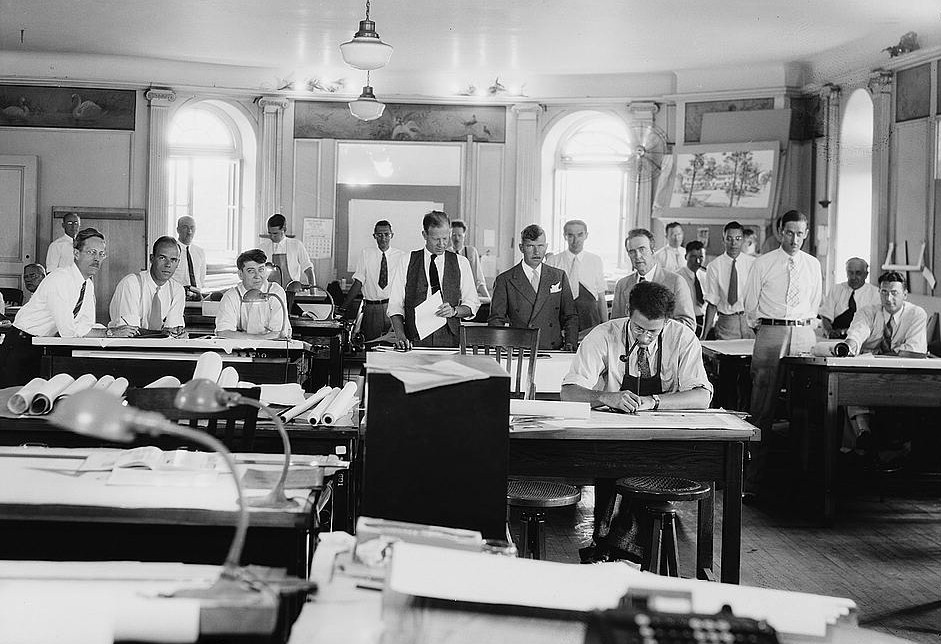
Un estudio de arquitectura en la década de 1940.

Un estudio de arquitectura o despacho de arquitectura es una empresa que emplea a uno o más arquitectos y ejerce la profesión de la arquitectura.

## Historia
Los arquitectos (o maestros constructores) han existido desde muy pronto en la historia registrada. Los primeros arquitectos de los que se tiene noticia son Imhotep (ca. 2600 a. C.) y Senemut (ca. 1470 a. C.). No hay documentos que describan cómo desarrollaban su trabajo estos arquitectos. Sin embargo, al igual que los nobles es razonable suponer que tuvieran ayudantes para asistirles en su trabajo. El libro más antiguo de arquitectura, De architectura del arquitecto romano Vitruvio, describe el diseño y la construcción de ciudades, edificios, relojes y máquinas, pero no proporciona información sobre la organización de los ayudantes del arquitecto. Se acepta generalmente que durante la mayor parte de la historia humana, la mayor parte de los arquitectos eran personas adineradas que obtenían sus ingresos principales de otras actividades, y que practicaban el diseño como una ocupación a tiempo parcial, usando diferentes ayudantes para cada proyecto.
No fue hasta el siglo XIX cuando la arquitectura se empezó a practicar como una profesión a tiempo completo. En los Estados Unidos, Charles Bulfinch es la primera persona que trabajó como arquitecto profesional a tiempo completo. Puede que Henry Hobson Richardson fuera uno de los primeros que tuvo una oficina establecida y McKim, Mead & White, uno de los primeros en parecerse al gran estudio de arquitectura moderno. Los estudios de arquitectura activos más antiguos de los Estados Unidos son SmithGroup de Detroit y Luckett and Farley de Louisville, ambos fundados en 1853. En el Reino Unido, el más antiguo es Brierley Groom, fundado en 1750 en York, que es también el más antiguo del mundo.

## Forma jurídica
En los Estados Unidos, los arquitectos reciben la licencia de los diferentes estados, en Canadá de las provincias, y en Australia de los estados. Usualmente, la licencia se consigue mediante una combinación de educación formal, prácticas y exámenes. Aunque los arquitectos reciben licencias individualmente, las leyes estatales les permiten unirse en estudios. Todos los estados de los Estados Unidos permiten que los arquitectos formen sociedades, la mayoría permite formar corporaciones o corporaciones profesionales, y algunos permiten sociedades de responsabilidad limitada. Algunos estados exigen que el estudio se inscriba en un registro para que pueda ofrecer sus servicios. Otras solo exigen que el trabajo arquitectónico del estudio se realice bajo la supervisión directa de un arquitecto con licencia en el estado. Unos pocos estados permiten que las corporaciones ofrezcan sus servicios si un empleado del estudio con licencia sirve como arquitecto de todos los proyectos.
En el Reino Unido y otros países, los estudios de arquitectura tienen que tener un registro empresarial. El estudio necesita tener al menos un profesional registrado en el equipo para ofrecer sus servicios. También es obligatorio un seguro de responsabilidad profesional.

## Principal
En los Estados Unidos, cada estudio de arquitectura tiene usualmente al menos un principal, un arquitecto que es el único propietario del estudio o tiene un porcentaje de propiedad junto con otros arquitectos del estudio (sea como socio en una sociedad o como accionista en una corporación). A veces el título de principal está limitado a propietarios que tienen un cierto porcentaje de propiedad de un estudio, o se puede ampliar para incluir a cualquiera con un papel de liderazgo. Algunos estudios también usan el título de principal-in-charge, que designa a un arquitecto que supervisa los servicios del estudio relacionados con un proyecto específico.
En el Reino Unido y otros países, el principal de un estudio de arquitectura es responsable de la práctica profesional. Es generalmente un arquitecto, ingeniero o diseñador cualificado.

## Organización
Los estudios pequeños con menos de cinco personas usualmente no tienen una estructura organizativa formal, sino que dependen de las relaciones personales de los propietarios y empleados para organizar el trabajo. Los estudios de tamaño medio, con entre cinco y cincuenta empleados, se organizan a menudo en departamentos como diseño, producción, desarrollo empresarial y administración de la construcción. Los grandes estudios de más de cincuenta personas se suelen organizar en departamentos, por regiones, o en estudios especializados en diferentes tipos de proyectos.
Los avances en la tecnología de la información han hecho posible que algunos estudios abran oficinas o establezcan alianzas con otros estudios en diferentes partes del mundo. Esto hace posible que una parte del trabajo se realice en países como los Estados Unidos o el Reino Unido, y otra partes en lugares como India o México, por ejemplo. Además de usar profesionales con alta cualificación y bajo coste en países asiáticos, también permite que algunos estudios trabajen, en efecto, en dos o tres turnos debido a las diferencias horarias.
Es importante observar que los promotores en India y China cada vez más están contratando estudios europeos y estadounidenses para trabajar en proyectos locales. A menudo, su trabajo está coordinado por o subcontratado a estudios de arquitectura de estos países, en efecto externalizando trabajo a los estudios europeos y estadounidenses. La reciente situación del mercado ha provocado una aceleración de esta tendencia y un mayor número de estudios de arquitectura de India y China están externalizando trabajo a arquitectos occidentales.